# August Bösch
August Bösch (* 20. August 1857 in Ebnat; † 11. August 1911 in Zürich) war ein Schweizer Bildhauer und Medailleur.

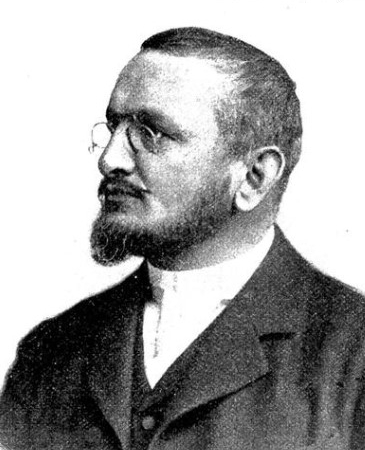
August Bösch

## Leben
Das neunte von zehn Kindern eines Landwirts aus Ebnat im Toggenburg erkrankte im Alter von fünf Jahren an Scharlach, was eine starke Schwerhörigkeit zur Folge hatte. Aus diesem Grund besuchte Bösch als Achtjähriger für zwei Jahre die Taubstummenanstalt St. Gallen, anschliessend folgte er mit Hilfe des Lippenlesens dem normalen Unterricht. Mit 10 Jahren ertaubte er vollständig. Von 1873 bis 1875 machte er in Riesbach eine Lehre als Steinhauer, gleichzeitig besuchte er den Unterricht im Zeichnen und Modellieren an der Kantonsschule Rämibühl und am Polytechnikum in Zürich. Bis 1879 studierte er in München an der Königlichen Kunstgewerbeschule und an der Akademie der Bildenden Künste.
Von 1879 bis 1884 lebte Bösch in Paris, wo er in verschiedenen Ateliers arbeitete und abends die École des arts décoratifs absolvierte. Daraufhin war er über zehn Jahre lang als Bildhauer in Zürich tätig; während dieser Zeit reiste er mehrmals nach England und Italien. Valentin Walter Mettler liess ging bei Bösch für zwei Jahre in die Lehre. Von 1895 bis 1899 schuf er sein wichtigstes Werk, den Broderbrunnen in St. Gallen, in welchem er Elemente des Neobarocks und des Jugendstils vereinte. Am 3. Juli 1898 wurde das von ihm geschaffene Patriotendenkmal in Stäfa eingeweiht. Daraufhin kehrte er nach Zürich zurück und übernahm das Atelier von Arnold Böcklin. Bösch schuf vor allem Bauplastiken, beispielsweise 1904 an der Kreuzkirche Zürich-Hottingen oder im Bundeshaus in Bern. Ab 1901 hielt er sich oft in Rom auf, wo er sich von antiken Kunstwerken inspirieren liess.

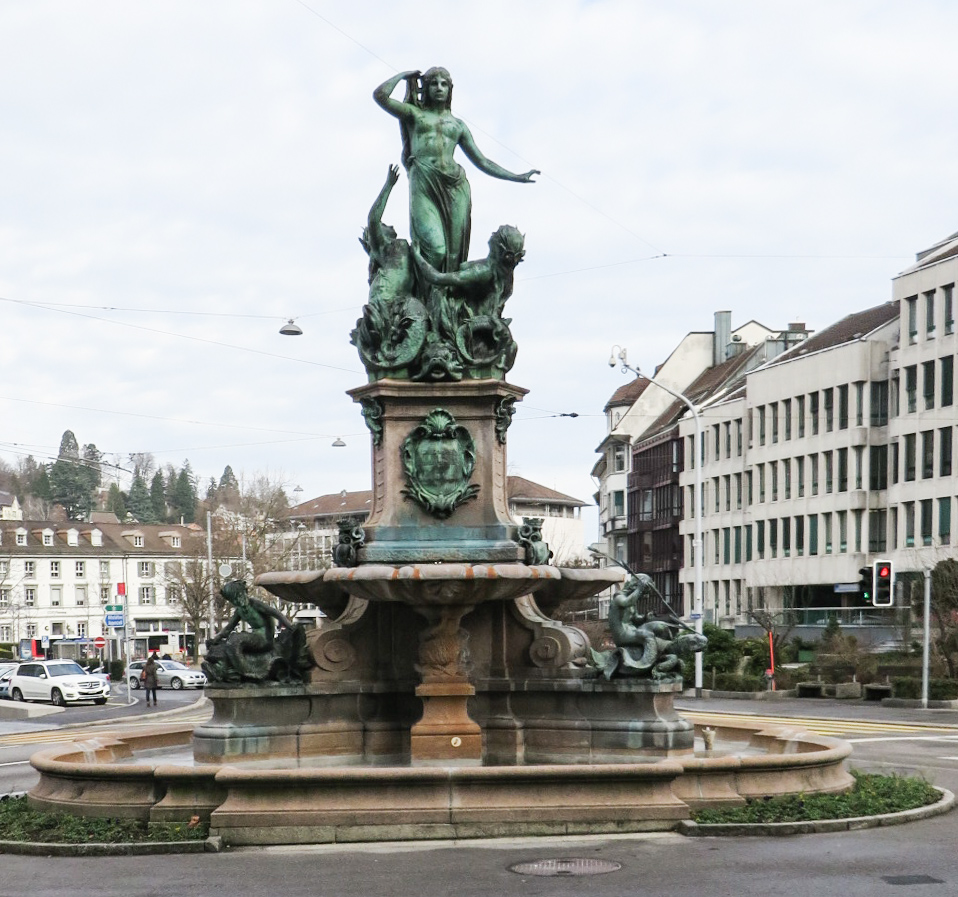
Broderbrunnen in St. Gallen, August Bösch 1896–1899
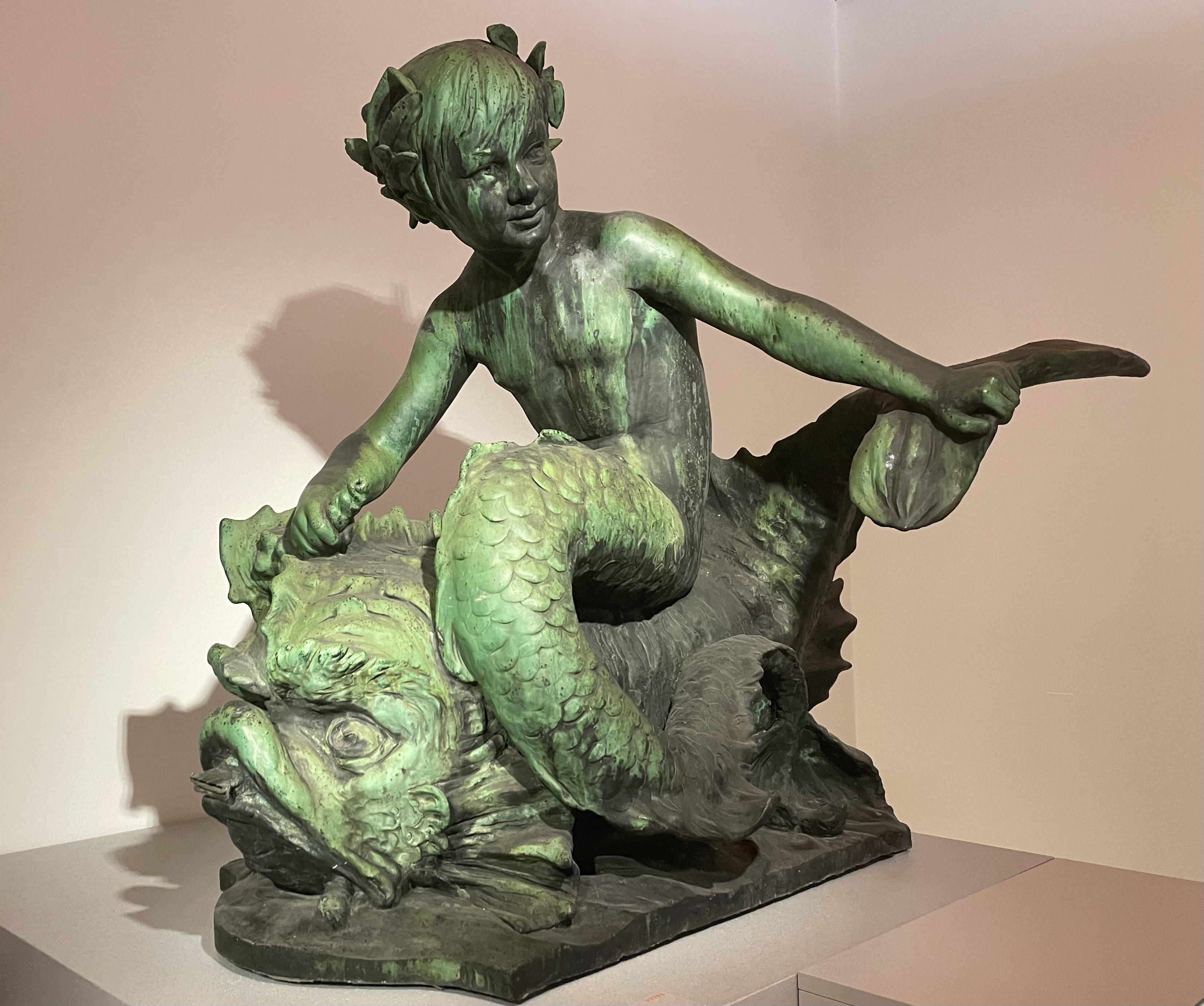
Knabe auf Delphin, Originalplastik vom Broderbrunnen
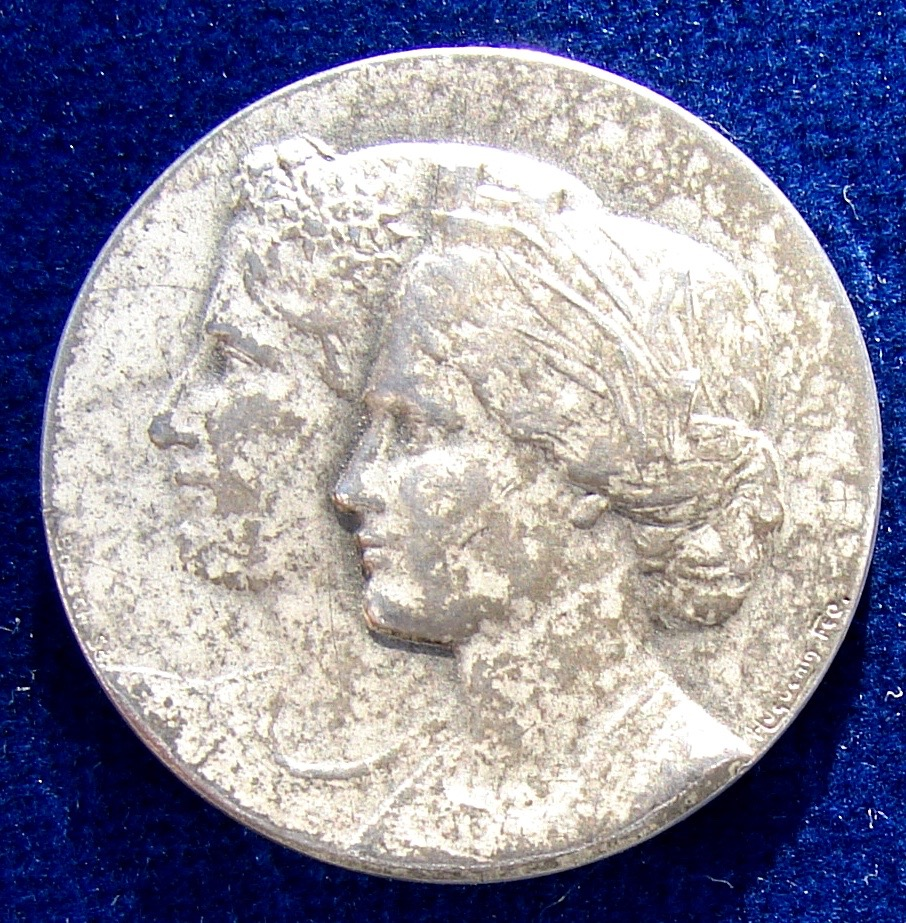
Zürich 1907, Schützenmedaille zum Eidgenössischen Schützenfest, Vorderseite, mit den Köpfen der Helvetia und der Stadtgöttin von Zürich mit Mauerkrone. Medailleur August Bösch.
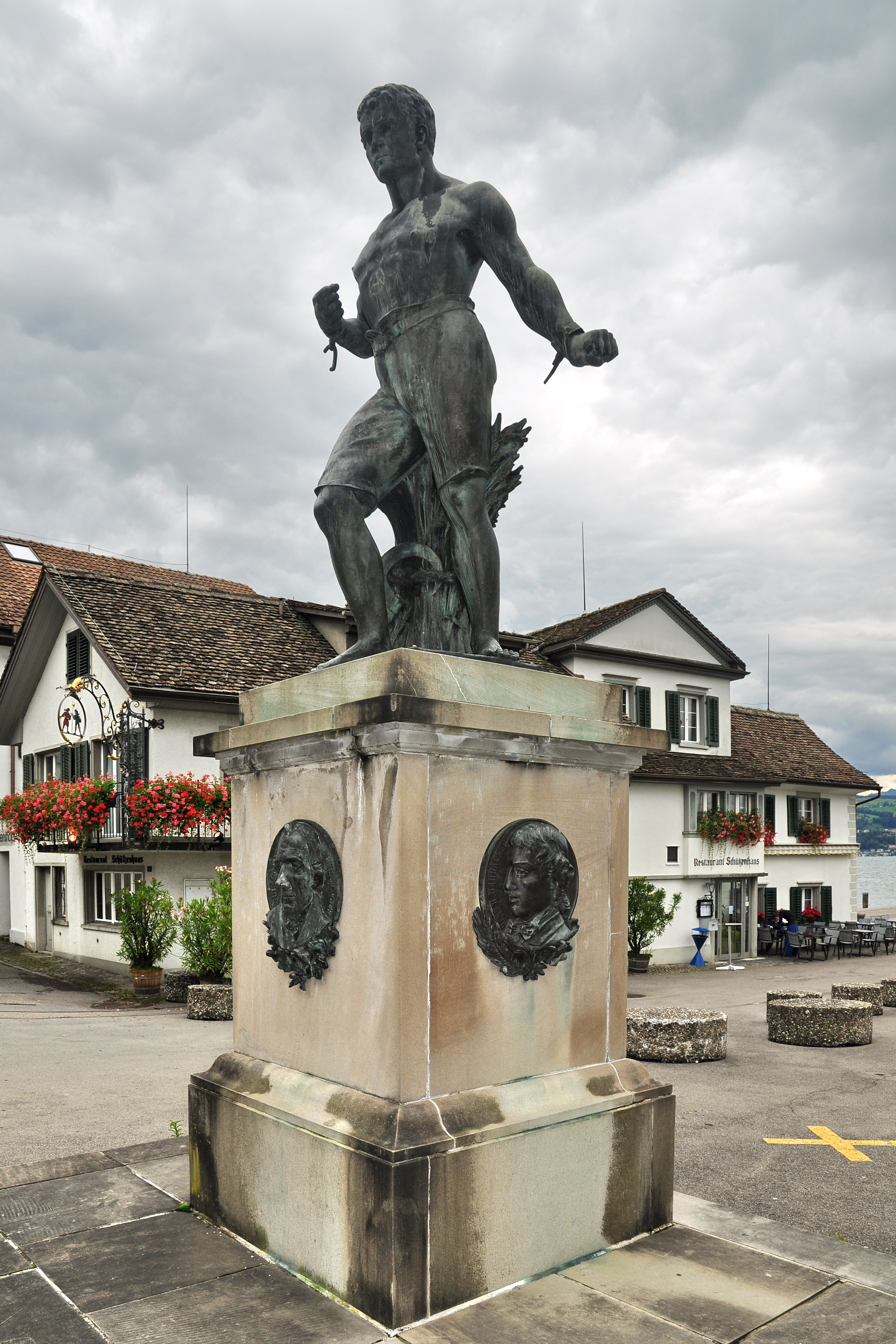
Kettensprenger, Stäfa ZH, August Bösch 1898
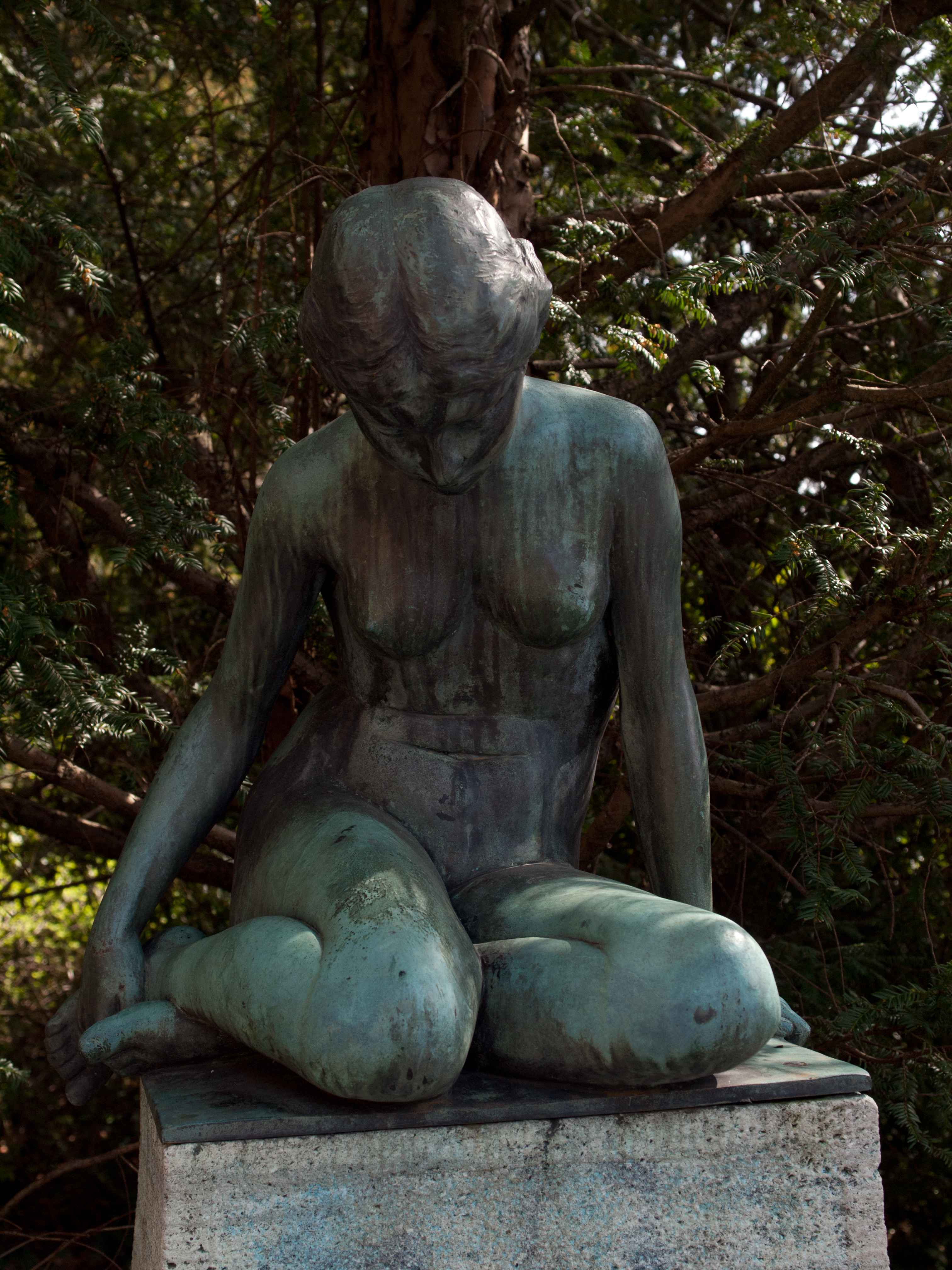
Mädchen mit Fischmaske, Zürich-Hottingen, August Bösch 1910
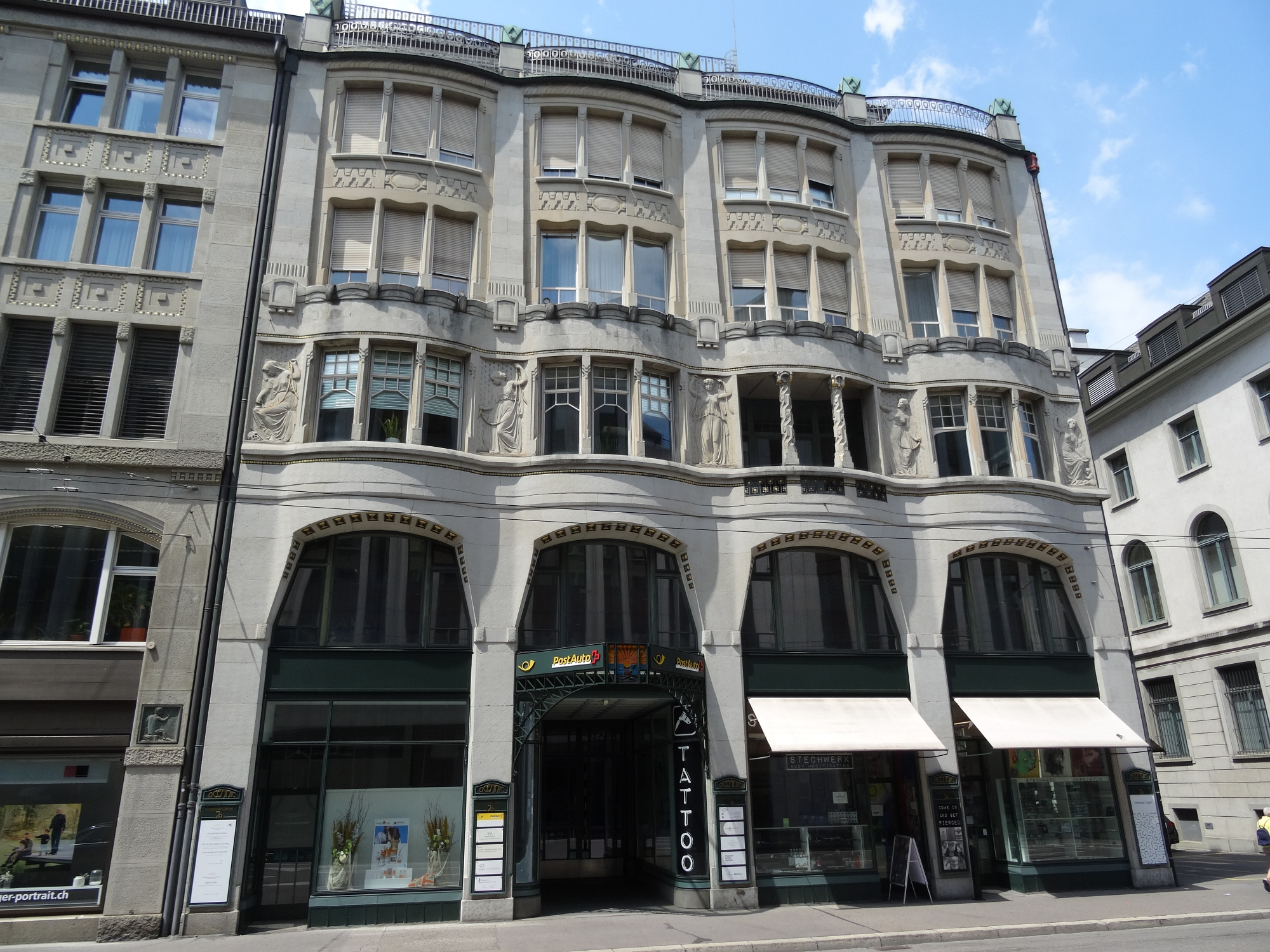
Jugendstil-Fassadenrelief, Stickerei Geschäftshaus Oceanic erbaut 1904–1906. St. Gallen